# Taraxacum amplum
Taraxacum amplum — вид квіткових рослин з родини айстрових (Asteraceae). Вид зростає в Європі: Латвія, Естонія, Чехія, Словаччина, Данія, Фінляндія, Німеччина, Нідерланди, північна європейська Росія, Польща, Україна; інтродукований до Великої Британії; це багаторічна рослина помірних біомів. Росте на луках і трав'янистих антропогенних місцях.
Taraxacum amplum sect. Taraxacum. Основні діагностичні ознаки цього таксону: листки світло-зелені; бічні частки не дуже численні, зазвичай із цільними краями; кінцеві частки великі, стрілоподібні; черешки неокрилені, червоні; зовнішні приквітки широколанцетні, 4–4.9 мм завширшки і 14–15 мм завдовжки, горизонтальні чи злегка відігнуті, чітко облямовані; квіткова голова зазвичай сильно опукла, ≈ 50 мм у діаметрі.